# Vaja Azarashvili
Vaja Azarashvili (georgià: ვაჟა აზარაშვილი; Tbilisi, 13 de juliol, 1936 - 7 de febrer, 2024) va ser un compositor, pianista i professor georgià. Va ser notablement un Treballador Honorari de l'Art (1979), un Artista Popular de la RSS de Geòrgia (1988), un Cavaller de l'Orde d'Honor (1998) i un Ciutadà Honorari de Tbilisi.

## Biografia
El pare d'Azarashvili, fou Shalva Azarashvili, i estava entusiasmat amb la música popular. Vaja va assistir al Conservatori Estatal de Tbilisi sota la tutela d'Šaverzašvili i Iona Tuskiya. Va obtenir el seu títol de postgrau el 1961 sota la direcció d'Andrei Balantxivadze. Després va ensenyar a la seva alma mater i va presidir sobretot la Unió de Compositors de Geòrgia de 1998 a 2007. Va tenir una filla, Natia Azarashvili.
El 1969, Azarashvili va crear un concert per a violoncel i orquestra de cambra. Amplià el seu repertori als anys 70 i 80, aventurant-se en l'opereta i el ballet. A la dècada de 1990, malgrat la mala situació econòmica de la recentment independent República de Geòrgia, va crear suites simfòniques i diverses peces per a piano. Va dedicar moltes cançons a la seva ciutat natal de Tbilisi, algunes de les quals van ser interpretades per artistes com Nani Bregvadze, Giuli Chokheli, Vakhtang Kikabidze, Eter Kakulia, Tamara Gverdtsiteli, Merab Sepashvili, Orera, VIA Iveria i Teatroni. Els seus arxius personals es van guardar al Fons d'Arxius del Centre Nacional de Manuscrits. El 22 de desembre de 2011, la seva estrella va ser revelada davant de la Sala de Concerts Estatal de Tbilisi.
Vaja Azarashvili va morir el 7 de febrer de 2024, a l'edat de 87 anys.

## Discografia
- Важа Азарашвили – Песни Важа Азарашвили  (1976)[13]
- Важа Азарашвили / Рамаз Карухнишвили – Грузинская Камерная Музыка (1984)[14]
- ვაჟა აზარაშვილი – სიმღერები (1985)[15]
- ვაჟა აზარაშვილი – მე და ჩემი სიმღერა (1988)[16]